# Batalha da Baía de Ormoc
A Batalha da Baía de Ormoc foi uma série de confrontos aeronavais travados entre os Estados Unidos e o Japão de 11 de novembro a 21 de dezembro de 1944. A batalha ocorreu devido aos esforços da Marinha Imperial Japonesa para reforçar a reabastecer suas forças em Leyte e das tentativas da Marinha dos Estados Unidos para impedi-los.
A batalha consistiu em várias corridas de suprimentos japonesas para Ormoc, porém todas enfrentaram grandes ataques norte-americanos, tanto aéreos por parte dos porta-aviões da Força Tarefa 38, quanto de superfície por contratorpedeiros e PT boats. A resistência contra os norte-americanos veio principalmente de ataques kamikaze que danificaram e afundaram alguns navios. Os Estados Unidos desembarcaram uma divisão de infantaria em Albuera em 7 de dezembro e duas semanas depois o Japão perdeu toda a capacidade de reabastecer a ilha, garantindo a vitória norte-americana.